# Seinei
Seinei je bio 22. po redu japanski car, prema tradicionalnoj sukcesiji.
O njegovom životu i vladavini ne postoje pouzdani datumi, ali mu se vladavina tradicionalno smješta u razdoblje od 480. do 484. godine.
Prema Kojikiju i Nihon Shokiju, bio je sin prethodnog vladara Yūryakua. Rodno ime mu je bilo Shiraka. Navodi se kako mu je kosa od rođenja bila sijede boje.
Seinei nije imao djece ; međutim, pronađeni su unuci 17. cara Richūa - princ Oke i princ Woke. Seinei ih je posvojio i učinio svojim nasljednicima, te su ga obojica nakon smrti naslijedila kao carevi Ninken i Kenzō.